# Operazione Brevity
L'operazione Brevity fu un'offensiva militare condotta al confine tra Libia ed Egitto dall'esercito britannico nel maggio del 1941. Il piano, concepito dal comandante in capo Archibald Wavell, aveva come scopo quello di scacciare le forze dall'asse dell'area di Sollum, Forte Capuzzo e Bardia.
L'operazione ebbe un inizio promettente, anche perché colse le truppe dell'Asse di sorpresa: tuttavia la riuscita di un contrattacco italo-tedesco e l'arrivo di rinforzi per il D.A.K. portarono praticamente alla sospensione dell'attacco, che teoricamente proseguì fino al 27 maggio, ma che già il giorno 16 poté dirsi fallito.

## Antefatti
Nella situazione di stallo che si era venuta a creare dopo il fallimento della conquista di Tobruk le forze britanniche iniziarono ad organizzare piani per rompere l'accerchiamento delle forze italo-tedesche intorno alla piazzaforte. Dopo una serie di puntate offensive coronate da insuccessi ed a causa dell'esaurimento dei rifornimenti, il generale Erwin Rommel si trovava in difficoltà.
Il comandante tedesco era stato chiaro in proposito e non avrebbe tollerato altre perdite se non per un intervento definitivo e risolutivo, ordinando così di formare un anello intorno alla città. L'obbiettivo era quello di costringere gli australiani ad una resa, impedendo loro ogni forma di rifornimento possibile. Eppure, nonostante la Luftwaffe incalzasse giorno dopo giorno i convogli della Royal Navy, c'era sempre qualche fortunato carico che approdava di notte. Ad ogni modo, grazie anche alle intercettazioni “Ultra”, i britannici vennero a conoscenza dei piani di guerra tedeschi e, spinti dai pressanti ordini di Churchill, organizzarono un'operazione chiamata “Brevity” il cui scopo era usufruire di tutte le risorse corazzate disponibili per un attacco concentrato in direzione di Sollum, località situata sulla costa e sulla frontiera libico-egiziana.
Questo in realtà era solo un assalto preliminare che aveva lo scopo di indebolire il nemico quanto più possibile per poter dar inizio, successivamente, all'operazione “Battleaxe”, per realizzare la quale  Wavell aveva già ricevuto notizie positive riguardo ai rifornimenti, che proprio in quei giorni sarebbero affluiti con un convoglio carico di carri armati e aerei Hurricane attraverso il Mediterraneo mediante l'Operazione Tiger .

## La battaglia
Il piano era semplice: avanzare lungo tre piste parallele fino a Sidi Azzeiz eliminando ogni ostacolo sul cammino. Il comandante in capo dell'operazione, William Gott, prese con sé un gruppo della 7ª Brigata corazzata che comprendeva il 2º Reggimento Carri e tre colonne “Jock”. La prima era a sua volta composta di ventinove Cruiser Mk III mentre le seconde erano gruppi ad hoc muniti di ogni tipo di arma. Si sarebbe unita anche la 22ª Brigata Guardie con i suoi ventiquattro Mk II Matilda del 4º Reggimento Carri. Insieme avrebbero avanzato verso il Passo di Halfaya e verso la Ridotta Capuzzo, entrambe postazioni che i tedeschi avevano conquistato formando il cerchio attorno a Tobruk, e si sarebbero poi dirette verso nord.
Una più complessa operazione invece era stata affidata alla fanteria inglese e australiana di supporto insieme all'8º Reggimento Artiglieria campale, ai quali era affidato il compito di martellare incessantemente le forze dell'asse intrappolate a Sollum non permettendogli la ritirata. Anche i tedeschi, però, ebbero una soffiata grazie al loro efficiente servizio di spionaggio, riuscendo così a limitare i danni quanto più possibile. I primi scontri di una certa rilevanza si hanno il 15 maggio, quando la 7ª Brigata corazzata eseguì la sua missione di ripulire il fronte di Sidi Azzeiz. Sempre lo stesso giorno la tenace resistenza degli italiani venne sopraffatta, dopo aver perso ben sette carri Matilda della 22ª Brigata Guardie.
A parte queste vittorie, ottenute ad alto prezzo, le rimanenti unità vennero respinte, stroncando così l'iniziale successo alleato. I rinforzi tedeschi rappresentati dal 1º Battaglione dell'8º Reggimento Panzer, permisero di scacciare le forze di Gott da Halfaya e da Sidi Azzeiz entro la fine del giorno successivo. L'arrivo della 15ª Divisione Panzer, a sua volta, permise la formazione di una linea difensiva ad arco che si piegava all'indietro fino a Sidi Azzeiz.